# Sangue di drago (resina)

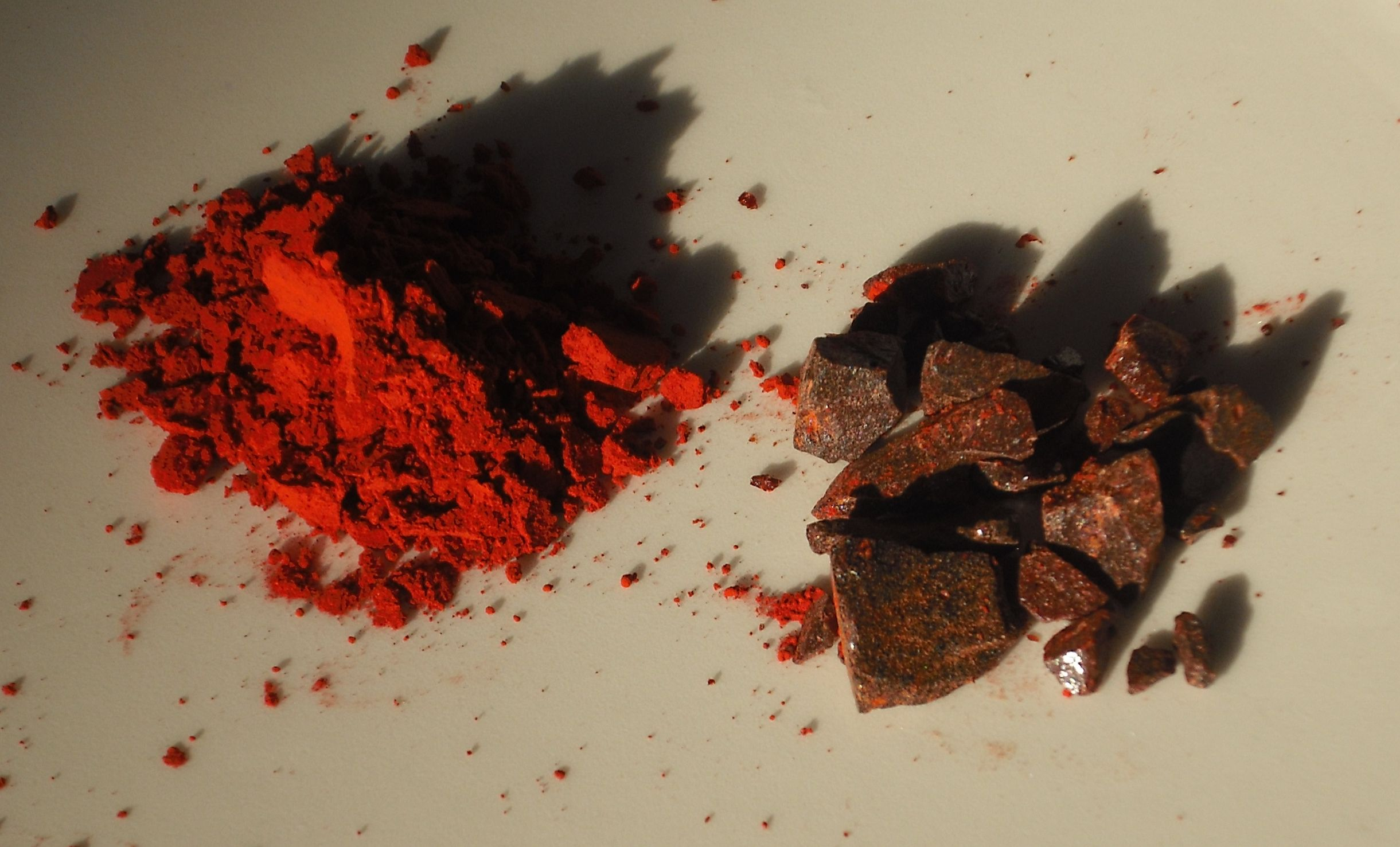
Sangue di drago

Il sangue di drago è una resina di colore rosso, che si ottiene da numerose e differenti generi di piante: Croton, Dracaena, Calamus (Rattan) e Pterocarpus. Questa resina rossa era usata nei tempi antichi per molti scopi: per laccare il legno, in medicina, come incenso e come tinta. Tuttora viene usata per alcuni di questi scopi, anche se ormai in modeste quantità, anche a causa del suo alto costo.

## Origine
Sotto questo nome si indicano diversi tipi di resine, ottenute da varie piante più o meno diffuse nelle zone tropicali o subtropicali del globo. Le resine vengono ottenute dalla essudazione di spaccature naturali della corteccia delle piante o anche da incisioni praticate appositamente sul tronco e sui rami, o dai frutti.

## Natura
Tutte le resine conosciute sotto il nome di Sangue di Drago si presentano come masse rosso brune, a frattura vetrosa lucente, che frantumate danno una polvere rosso carminio, praticamente inodore o di aroma leggermente balsamico, di sapore dolciastro, solubile in etanolo e insolubile in acqua. La composizione di queste resine registra la presenza di esteri benzoici e benzoilacetici di resinotannoli e resinoli. Tra le sostanze coloranti sono stati identificati il Dracocarminio (C31H24O5) e il Dracorubino (C32H24O5).

## Storia
I documenti più antichi rivelano che il primo Sangue di Drago abbondantemente raccolto e commerciato fu quello derivato dalla Dracaena cinnabari, una pianta endemica dell'isola di Socotra, nell'Oceano Indiano, tra lo Yemen e la Somalia. La resina veniva esportata verso il bacino del Mediterraneo e il Vicino Oriente, lungo la cosiddetta via dell'incenso nella Penisola Arabica, assieme ad altre celebri resine prodotte nella stessa regione, come l'olibano e la mirra.
Presso gli antichi Romani vi era molta confusione a proposito del Sangue di Drago, ad esempio essi spesso confondevano la resina ricavata dalle piante del genere  Dracaena con il Cinabro (HgS,un minerale che per sublimazione, può risultare velenoso). Comunque il Sangue di Drago utilizzato dai Romani e dai popoli vicini era per lo più quello della Dracaena cinnabari, e come testimoniato nel primo secolo, nel resoconto del Periplus maris erythraei, Socotra fu il più importante centro del commercio di questi prodotti (perciò fu detta l'isola dell'incenso) e lo era sicuramente dal tempo di Tolomeo.
Nell'antica Cina non si faceva praticamente distinzione se il Sangue di Drago era ricavato da differenti specie di piante (e tuttora molto spesso le resine derivanti dalle piante del genere Dracaena e quelle derivanti dal genere Daemonorops, vengono normalmente vendute come Sangue di Drago senza distinzione o indicazione della pianta d'origine.
Naviganti del XV secolo, esplorando le isole Canarie, scoprirono una pianta, in seguito classificata come Dracaena draco, endemica di quelle isole e di alcune zone del Marocco secernente anch'essa una resina indicata anch'essa come Sangue di Drago.
Una fonte storicamente importante di un tipo di Sangue di Drago è il Sud-Est Asiatico (Isole della Sonda spec. Sumatra, Molucche, Indocina, penisola di Malacca), dove viene ottenuto in gran quantità dalla palma di rattan del genere Daemonorops (in Indonesia la resina viene detta jerang o djerang). In questi paesi questo sangue di drago viene raccolto dai frutti (simili a grosse ciliegie in grappoli coperti di scaglie) che a maturità si ricoprono di una resina rossa. Rompendo questo strato resinoso che riveste i frutti e ammorbidendolo in acqua calda, si separa il prodotto finale appallottolandolo e pressandolo in solide palle più o meno sferoidali (dette cuore di drago).

## Usi
Sull'isola di Socotra il Sangue di Drago ricavato dalla Dracaena cinnabari viene considerato tuttora una sorta di panacea, infatti viene usato per far guarire le ferite, gli eczemi e altri disturbi della pelle, grazie alle sue capacità coagulanti (paradossalmente il Sangue di Drago ottenuto dalle piante del genere Daemonorops nel Sud-Est Asiatico ha invece proprietà opposte, cioè anticoagulanti), inoltre lo utilizzano per le sue capacità anti-diarroiche, per far abbassare la febbre, per curare le ulcere della bocca, per curare l'apparato gastro-intestinale, oltre che come antivirale per le vie respiratorie.
Nel corso dell'antichità, nel bacino del Mediterraneo e nel Vicino Oriente il Sangue di Drago venne usato per le sue proprietà medicinali. Ad esempio Dioscoride ed altri scrittori greci descrissero le sue proprietà.
In Cina viene utilizzato per la laccatura dei mobili in legno, ed inoltre viene usato molto spesso come tintura rossa preziosa da utilizzare per decorare pannelli e cartelloni in occasione di speciali festività (matrimoni, anno nuovo). Sin dal XVII secolo, dal Sangue di Drago viene inoltre ricavata una delle tipiche vernici usate dai maestri liutai italiani per rifinire i violini e altri strumenti ad arco.
Nel secolo scorso vi fu persino una pasta dentifricia che conteneva la resina del Sangue di Drago nella sua ricetta. Ancora oggi viene utilizzato per le laccature degli strumenti musicali, nel restauro dei mobili e delle cornici dei quadri, nelle Fotoincisioni e negli oli per il benessere del corpo.
Dal punto di vista magico-rituale in India viene ancora usato come incenso cerimoniale. Nell'Hoodoo, che è un tipo di magia popolare afro-americana, come anche nel Voodoo di New Orleans, il Sangue di Drago viene utilizzato nelle mani mojo per attirare denaro ed amore, inoltre viene usato come incenso per ripulire i luoghi dalla presenze ed influenze negative. Viene inoltre aggiunto nell'inchiostro rosso detto “Sangue di Drago”, utilizzato per scrivere sigilli magici e talismani.
Nella medicina popolare il Sangue di Drago viene usato esternamente come soluzione o sospensione per favorire la guarigione delle ferite e per fermare il sanguinamento, mentre internamente serve contro i dolori alla cassa toracica, i traumi interni e le irregolarità mestruali.
Nella magia medioevale e moderna e nell'alchimia era associato alla sfera planetaria di Marte. Nella stregoneria neopagana viene utilizzato per incrementare la potenza degli incantesimi di protezione, d'amore e sessualità, di allontanamento e di attacco. Anche nello sciamanesimo New Age, ha usi simili.

## Piante da cui si può ricavare
- Calamus rotang L.
- Croton draconoides Müll. Arg.
- Croton draco Schltdl. & Cham.
- Croton lechleri Müll. Arg.
- Croton urucurana Baill.
- Croton xalapensis Kunth
- Daemonorops draco Blume
- Daemonorops didymophylla Becc.
- Daemonorops micranthus Becc.
- Daemonorops motleyi Becc.
- Daemonorops rubra (Reinw. ex Blume) Mart.
- Daemonorops propinquus Becc.
- Dracaena cinnabari Balf.f.
- Dracaena cochinchinensis Hort. ex Baker
- Dracaena draco (L.) L.
- Pterocarpus officinalis Jacq.